# Метт Еллісон
Метт Еллісон (англ. Matt Ellison; 8 грудня 1983, м. Дункан, Канада) — канадський хокеїст, центральний нападник. Виступає за «Торпедо» (Нижній Новгород) у Континентальній хокейній лізі. 
Виступав за «Ред-Дір Ребелс» (ЗХЛ), «Норфолк Адміралс» (АХЛ), «Чикаго Блекгокс», «Філадельфія Флайєрс», «Філадельфія Фантомс» (АХЛ), «Мілвокі Адміралс» (АХЛ), «Динамо» (Рига), ХК МВД.
В чемпіонатах НХЛ — 43 матча (3+11).
Досягнення
- Фіналіст Кубка Гагаріна (2010).